# Maso di Bartolomeo

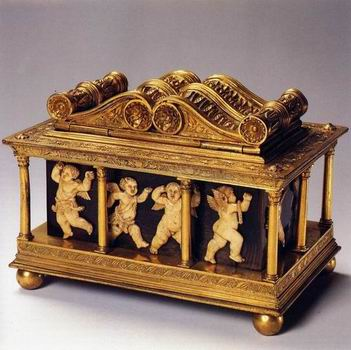
Caja de la Santa Cinta.

Maso di Bartolomeo (Capannole, 1406 - Dubrovnik, c. 1456) fue un arquitecto, escultor, orfebre y fundidor de bronce italiano.
Principal exponente del Renacimiento florentino, fue discípulo de Donatello y Michelozzo, con quien trabajó en Prato. Es probable que estuviera en el taller de Lorenzo Ghiberti, también fue ayudante de Luca della Robbia.

## Vida y obra

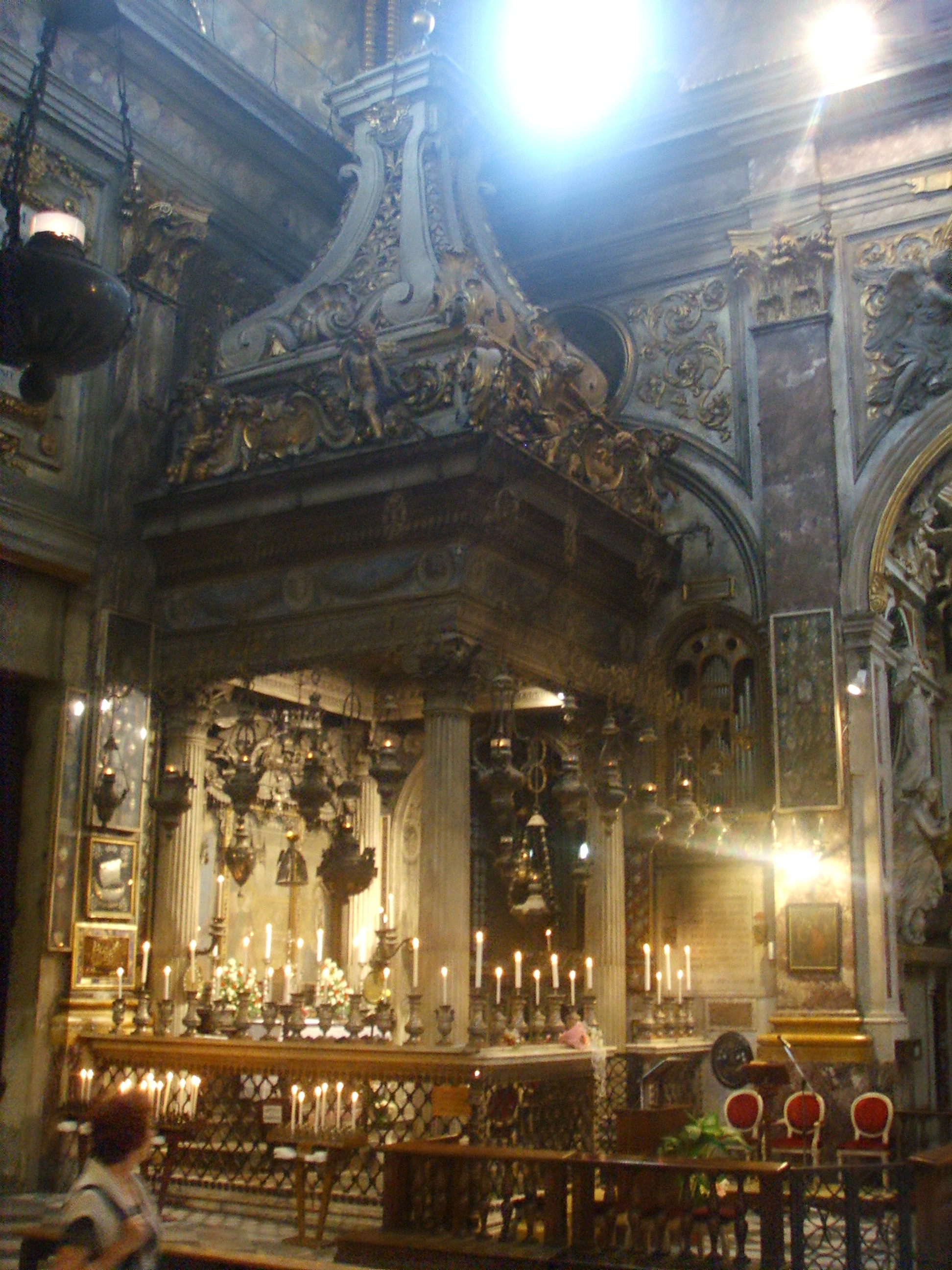
Santísima Anunciada (Florencia).

### Florencia
En Florencia, con Luca della Robbia y Michelozzo colaboró en 1444 en la realización de una Resurrección en terracota.
En 1447 también creó el muro de bronce que cierra el altar de la Santísima Anunciada (Florencia), y un crucifijo de madera que está colocado en el altar de la sacristía de la Basílica de Santa Maria Novella. También en Florencia creó el friso decorativo con festones monocromático en el patio del Palacio Medici Riccardi.

### Prato

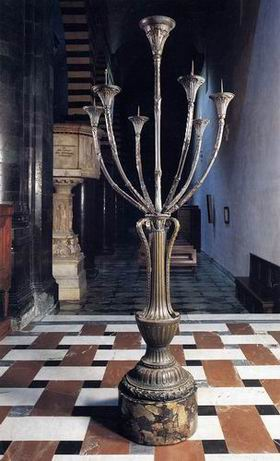
Candelabro de siete brazos en la Catedral de Prato.

Se convirtió en ayudante de Donatello y Michelozzo y con ellos se trasladó a Prato para el diseño del púlpito de la catedral de Prato, del que se encargó de la instalación de las barandas y del techo a modo de baldaquino que lo corona.
Aquí se ocupó en realizar varias obras para la Catedral, como el candelabro de siete brazos de bronce (c.1440), que tiene la forma alargada de un jarrón del que emergen como siete tallos carnosos. También diseñó la terraza interior vecina a la contra fachada: El parapeto estaba decorado con el emblema de la ciudad de Prato y rosetas de bronce. Para el interior de la Catedral de Prato, creó la puerta de bronce que cierra la capilla de la Santa Cinta. La realización de este trabajo quedó suspendida en 1438 y se continuó entre 1447 y 1459 por Antonio di Cola y completado en 1468 por Pasquino da Montepulciano.
Por Maso di Bartolomeo es la caja de la Santa Cinta de 1446: un cofre para la conservación de la reliquia, que fue utilizado hasta el siglo XVII.

### Urbino
En 1449, por la intercesión probablemente de Fra Carnevale, un pintor del taller de Filippo Lippi, fue llamado a Urbino,fue llamado por Federico da Montefeltro, duque de la nueva ciudad, deseoso de renovar la faz urbana y darle un sello moderno inspirado y elegante como el humanismo florentino.
En Urbino, Maso di Bartolomeo (en colaboración con Pasquino da Montepulciano) realizó entre 1449 y 1451 el portal de la iglesia de San Domenico, la primera arquitectura renacentista en el centro de Las Marcas. El trabajo se completó más tarde por Michele di Giovanni da Fiesole en 1454. El tímpano fue decorada con una Virgen con el Niño y santos en terracota policromada vidriada por Luca della Robbia. El portal de gran originalidad, se estructura como una transposición a escala monumental del tabernáculo de la Iglesia de Santa María en Peretola de Luca della Robbia (1441-1443) o de la tumba Brancacci por Donatello y Michelozzo.
Desde marzo de 1450 Federico empleó a Maso en la fundición de armas. En 1451-1454 realizó más de un viaje a Rimini, donde ejecutó una puerta de bronce en la capilla de San Segismundo en el Templo Malatestiano.
Se ocupó junto a otros arquitectos, en la primera ampliación de Palacio Ducal de Urbino, entre las estructuras existentes del edificio llamado palazzetto della Jole. Al exterior junto a la plaza de la Catedral, la parte central de la fachada la adornó con cinco ventanas ojivales que es la única parte intacta del edificio original diseñado por Masó.«Encarta». Consultado el 8 de octubre de 2009. (enlace roto disponible en Internet Archive; véase el historial, la primera versión y la última).</ref>.

### Dalmacia
Maso di Bartolomeo también diseñó el claustro del convento de los dominicos en Dubrovnik, que fue realizado después de su fallecimiento: desde 1456 hasta 1483.